# Worlds Collide (2025)
Worlds Collide (2025) – czwarta gala wrestlingu w chronologii cyklu Worlds Collide, współwyprodukowana przez federację WWE dla brandów Raw, SmackDown i NXT i jej meksykańską spółkę zależną Lucha Libre AAA Worldwide (AAA). Odbyła się 7 czerwca 2025 w Kia Forum w Inglewood w stanie Kalifornia. Było to pierwsze wydarzenie WWE z udziałem zapaśników z AAA, które WWE nabyło w kwietniu 2025 roku. Na wydarzeniu wzieli udział wrestlerzy z Total Nonstop Action Wrestling (TNA), partnerskiej promocji zarówno WWE, jak i AAA, tacy jak Octagón Jr. i Laredo Kid.
Na gali odbyło się pięć walk. W walce wieczoru, El Hijo del Vikingo pokonał Chada Gable’a, aby zachować AAA Mega Championship. W innych ważnych walkach, Ethan Page pokonał Je’Vona Evansa, Laredo Kida i Reya Fénixa w fatal 4-way matchu, aby zachować NXT North American Championship, a Stephanie Vaquer i Lola Vice pokonały Chik Tormentę i Dalys w tag team matchu.
Było to pierwsze wydarzenie Worlds Collide, które odbędzie się od 2022 roku i pierwsze wydarzenie Worlds Collide, które było wydarzeniem cross-promocyjnym. Odbyło się ono w ramach weekendu Money in the Bank 2025, które odbyło się tego samego dnia przed tym wydarzeniem, ze specjalną godziną rozpoczęcia o 15:00 czasu wschodniego. Zostało wyemitowany za pośrednictwem kanału YouTube WWE z komentarzem w języku angielskim i hiszpańskim.

## Produkcja

### Tło
Worlds Collide to seria gal wrestlingu, która rozpoczęła się 26 stycznia 2019 roku, kiedy amerykańska promocja WWE zorganizowała turniej międzybrandowy z udziałem zapaśników z NXT oraz nieistniejących już brandów NXT UK i 205 Live. 19 kwietnia 2025 roku WWE ogłosiło, że czwarte wydarzenie Worlds Collide - i pierwsze od 2022 roku - odbędzie się w sobotę 7 czerwca 2025 roku w Kia Forum w Inglewood w stanie Kalifornia, we współpracy z meksykańską promocją Lucha Libre AAA Worldwide (AAA). Później tego samego dnia podczas sobotniego programu Countdown to WrestleMania 41, WWE ogłosiło, że nabyło AAA. 
Worlds Collide 2025 odbędzie się w ramach weekendu Money in the Bank 2025, który odbędzie się tego samego dnia przed tym wydarzeniem w Inglewoodzkim Intuit Dome. W związku z tym Worlds Collide rozpocznie się o godzinie 15:00 czasu wschodniego. Wydarzenie będzie transmitowane na żywo za darmo na kanale YouTube WWE z komentarzem w języku angielskim i hiszpańskim. Oprócz wrestlerów z NXT i AAA, w programie pojawią się również wrestlerzy z głównych brandów WWE, Raw i SmackDown. Nie zabraknie również wrestlerów z partnerskiej promocji WWE i AAA, Total Nonstop Action Wrestling (TNA).

### Rywalizacje
Worlds Collide oferowało walki profesjonalnego wrestlingu z udziałem wrestlerów należących do brandów Raw, SmackDown i NXT oraz do Lucha Libre AAA Worldwide (AAA). Wyreżyserowane rywalizacje (storyline’y) były kreowane podczas cotygodniowych gal Raw, SmackDown i NXT oraz AAA. Wrestlerzy są przedstawieni jako heele (negatywni, źli zawodnicy i najczęściej wrogowie publiki) i face’owie (pozytywni, dobrzy i najczęściej ulubieńcy publiki), którzy rywalizują pomiędzy sobą w seriach walk mających budować napięcie. Kulminacją rywalizacji jest walka wrestlerska lub ich seria.

#### Legado Del Fantasma (Santos Escobar, Angel i Berto) vs. El Hijo de Dr. Wagner Jr., Pagano i Psycho Clown
W ciągu ostatnich kilku miesięcy doszło do niezgody pomiędzy Berto z Legado del Fantasma a liderem stajni Santosem Escobarem, a Angel próbował utrzymać pokój. Na odcinku SmackDown z 23 maja, próbując rozwiązać swoje problemy, Escobar ogłosił, że Legado del Fantasma połączy siły na Worlds Collide, a następnie ogłoszono, że zmierzą się El Hijo de Dr. Wagnerem Jr., Pagano i Psycho Clownem z AAA w six-man tag team matchu.

#### Pojedynek o NXT North American Championship
Na Battleground, Generalna Menadżerka NXT Ava ogłosiła, że zwycięzca pojedynku o NXT North American Championship z odcinka NXT z 27 maja pomiędzy mistrzem Rickym Saintsem i Ethanem Pagem będzie bronił tytułu podczas Worlds Collide. Tam Page zdobył mistrzostwo, a później tej nocy, podczas świętowania Page’a, został przerwany przez Je’Von Evansa, Laredo Kida z AAA i Reya Fénixa ze SmackDown, a wszyscy ogłosili, że zmierzą się z Pagem o mistrzostwo na Worlds Collide, czyniąc z niego fatal 4-way match.

#### Stephanie Vaquer i Lola Vice vs. Chik Tormenta i Dalys
Na Battleground, Chik Tormenta i Dalys z AAA były widziane za kulisami rozmawiając z Generalną Menadżerką NXT Avą, a później obydwie były w tłumie oglądając udaną obronę NXT Women’s Championship Stephanie Vaquer. Później tej nocy, doszło do kłótni między Vaquer przeciwko Dalys i Tormentcie. Dwa dni później na NXT, Ava ogłosiła, że Vaquer zmierzy się z Dalys i Tormentą w tag team matchu na Worlds Collide. Następnie pojawiła się Lola Vice i zgłosiła się na ochotniczkę do bycia tag team partnerką Vaquer na tym wydarzeniu, co Vaquer zaakceptowała. Walka została następnie oficjalnie ogłoszona.

## Wyniki walk
| Nr                                 | Wyniki | Stypulacje                                          | Czas  |
| ---------------------------------- | --- | --------------------------------------------------- | ----- |
| 1                                  | Octagón Jr., Aero Star i Mr. Iguana pokonali Latino World Order (Dragona Lee i Cruza Del Toro) i Lince’a Dorado poprzez pinfall | Six-man tag team match                              | 14:10 |
| 2                                  | Stephanie Vaquer i Lola Vice pokonały Chik Tormentę i Dalys poprzez pinfall                                                     | Tag team match                                      | 9:35  |
| 3                                  | Legado Del Fantasma (Angel, Berto i Santos Escobar) pokonali El Hijo de Dr. Wagnera Jr., Psycho Clowna i Pagano poprzez pinfall | Six-man tag team match                              | 15:00 |
| 4                                  | Ethan Page (c) pokonał Je’Vona Evansa, Laredo Kida i Reya Fénixa poprzez pinfall                                                | Fatal 4-way match o NXT North American Championship | 14:55 |
| 5                                  | El Hijo del Vikingo (c) pokonał Chada Gable’a poprzez pinfall                                                                   | Singles match o AAA Mega Championship               | 22:00 |
| (c) – mistrz/mistrzyni przed walką | |                                                     |       |

1. ↑  Oryginalnie, Joaquin Wilde z Latino World Order miał wziąć udział w tym pojedynku; jednakże po doznaniu kontuzji podczas nagrania Speed w dniu 2 czerwca, ogłoszono dzień później na odcinku NXT, że zostanie zastąpiony przez Dorado[13].